# Domènec Balmanya
Domènec Balmanya (znany też jako Domingo Balmanya; ur. 29 grudnia 1914 w Gironie, zm. 14 lutego 2001 w Barcelonie) – hiszpański piłkarz, trener.